# Оскар (кинопремия, 2000)
72-я церемония вручения наград премии «Оскар» за заслуги в области кинематографа за 1999 год состоялась 26 марта 2000 года в Shrine Auditorium (Лос-Анджелес, Калифорния). Ведущим церемонии в седьмой раз стал комик Билли Кристал. 

## Кража статуэток
Незадолго до церемонии, ночью 8 марта, во время транспортировки из литейной мастерской R. S. Owens в Чикаго, было украдено 55 статуэток «Оскара» с серийными номерами 3005—3059 — в последний раз груз видели в Белле, пригороде Лос-Анджелеса. Сортировочный терминал Белла к тому времени уже прозвали «Бермудским треугольником „Оскара“» — незадолго до этого там затерялись 4 тысячи бюллетеней, отправленных членам Академии для голосования. Из Белла палета с 10 ящиками вместо Беверли-Хиллз была направлена в Хауторн, после чего грузовик, её перевозящий, исчез из трекинговой системы. После нескольких дней поисков, утром 13 марта завод заявил представителям Академии о потере — после этого к расследованию подключились полиция Лос-Анджелеса и ФБР. Статуэток, имеющихся в запасе у Академии, было недостаточно для проведения церемонии; заводу была заказана новая партия, хотя и не было уверенности, что её успеют выполнить вовремя. В то же время компания-перевозчик Roadway Express закрыла терминалы для обыска и объявила сотрудникам о вознаграждении в 25, а на следующий день в 50 тысяч долларов за полезную информацию о грузе. Вскоре о претензии на вознаграждение от имени анонимного клиента заявил адвокат. Установив, что он является зятем водителя погрузчика Энтони Харта, 18 марта полиция арестовала Харта и его сообщника, водителя грузовика Ларри Ледента. Харт и Ледент, познакомившиеся чуть более месяца назад, согласно заявлению последнего, иногда воровали грузы «по мелочи». Увидев, что в ящиках на этот раз, Ледент сначала оставил груз на заднем дворе своего друга Джона Харриса, а после его протеста (либо требования денег за хранение) заявил, что избавится от статуэток, расплавив их. Хотя кто-то советовал ему вернуть груз, он не хотел этого делать, так как боялся потерять работу.     
В конце концов, 2 статуэтки по указанию Харта Ледент передал неизвестному, одну продал некоему мексиканцу за 100 долларов — остальные 52 через 12 часов после ареста Харта и Ледента были обнаружены в мусорном баке супермаркета Food 4 Less в корейском районе Лос-Анжелеса 62-летним Вилли Фулгером (как выяснилось, родственником Харриса, обвинённого позднее в хранении краденного), промышляющим продажей металлолома. По его словам, в мусорных контейнерах он искал коробки и ящики, нужные ему для переезда. Наткнувшись на статуэтки, он подумал, что это игрушки из латуни, которые он сможет продать по весу на лом. Он загрузил находку весов в 500 фунтов (примерно 225 кг) в машину и привёз домой, где показал сыну, — который тут же нашёл в интернете информацию о вознаграждении. Фулгер сначала позвонил на телевидение, а затем сообщил полиции о находке. Хотя полиция прибыла первой, Фулгер всё же попал в ленту новостей. В рамках расследования его неоднократно допрашивали, в том числе с использованием детектора лжи. В конце концов благодаря прессе и давлению общественного мнения, мусорщик получил перед зданием полицейского управления Лос-Анджелеса чек на 50 тысяч долларов от Roadway Express и два билета на церемонию, где чествовался как «спаситель „Оскара“». Также он продал изданию Inside Edition эксклюзивные права на освещение своего присутствия на церемонии. Согласно его словам, 17 тысяч он потратил на покупку «Лексуса», остальные же деньги, которые он хранил в домашнем сейфе наличными, были украдены.    
В апреле Харт, освобождённый за отсутствием доказательств, подал 20-миллионный иск против «неправомерных действий» полиции Лос-Анджелеса, Roadway Express и Академии, который был отклонён; против Харта были выдвинуты новые обвинения на основании показаний Ледента, который пошёл на сделку со следствием ради снижения срока заключения до 6 месяцев и избавления от выплаты компенсации в 51 тысячу долларов.   
Найденные статуэтки были очищены, заново позолочены и использовались для вручения на следующих церемониях. В июне 2003 года в Майями в ходе операции против наркоторговцев была обнаружена ещё одна статуэтка. Два из 55 «Оскаров» остаются ненайденными.

## Номинированные фильмы
Указаны номинированные игровые и анимационные фильмы (начиная с наибольшего количества номинаций), а также количество полученных наград.
| Фильм                                                | номинации | победы |
| ---------------------------------------------------- | --------- | ------ |
| • Красота по-американски / American Beauty           | 8         | 5      |
| • Правила виноделов / The Cider House Rules          | 7         | 2      |
| • Свой человек / The Insider                         | 7         | -      |
| • Шестое чувство / The Sixth Sense                   | 6         | -      |
| • Талантливый мистер Рипли / The Talented Mr. Ripley | 5         | -      |
| • Матрица / The Matrix                               | 4         | 4      |
| • Кутерьма / Topsy-Turvy                             | 4         | 2      |
| • Зелёная миля / The Green Mile                      | 4         | -      |
| • Сонная Лощина / Sleepy Hollow                      | 3         | 1      |
| • Быть Джоном Малковичем / Being John Malkovich      | 3         | -      |
| • Магнолия / Magnolia                                | 3         | -      |
| • Звёздные войны. Эпизод I: Скрытая угроза           | 3         | -      |
| • Парни не плачут / Boys Don't Cry                   | 2         | 1      |
| • Сладкий и гадкий / Sweet and Lowdown               | 2         | -      |
| • Конец романа / The End of the Affair               | 2         | -      |
| • Музыка сердца / Music of the Heart                 | 2         | -      |
| • Анна и король / Anna and the King                  | 2         | -      |
| • Прерванная жизнь / Girl, Interrupted               | 1         | 1      |
| • Всё о моей матери / Todo sobre mi madre            | 1         | 1      |
| • Красная скрипка / Le violon rouge                  | 1         | 1      |
| • Тарзан (м/ф) / Tarzan                              | 1         | 1      |
| • Старик и море (м/ф) / The Old Man and the Sea      | 1         | 1      |

## Список лауреатов и номинантов
★ Победители выделены отдельным цветом. 

### Основные категории
| Категории                                                  | Лауреаты и номинанты                                                          | Лауреаты и номинанты                                                          |
| ---------------------------------------------------------- | ----------------------------------------------------------------------------- | ----------------------------------------------------------------------------- |
| Лучший фильм                                               | ★ Красота по-американски (продюсеры: Брюс Коэн и Дэн Джинкс)                  | ★ Красота по-американски (продюсеры: Брюс Коэн и Дэн Джинкс)                  |
| Лучший фильм                                               | • Правила виноделов (продюсер: Ричард Н. Гладштейн)                           |                                                                               |
| Лучший фильм                                               | • Зелёная миля (продюсеры: Дэвид Вальдес и Фрэнк Дарабонт)                    |                                                                               |
| Лучший фильм                                               | • Свой человек (продюсеры: Майкл Манн и Питер Жан Брюгге)                     |                                                                               |
| Лучший фильм                                               | • Шестое чувство (продюсеры: Фрэнк Маршалл, Кэтлин Кеннеди и Барри Мендел)    |                                                                               |
| Лучший режиссёр                                            |                                                                               | ★ Сэм Мендес за фильм «Красота по-американски»                                |
| Лучший режиссёр                                            | • Спайк Джонз — «Быть Джоном Малковичем»                                      |                                                                               |
| Лучший режиссёр                                            | • Лассе Халльстрём — «Правила виноделов»                                      |                                                                               |
| Лучший режиссёр                                            | • Майкл Манн — «Свой человек»                                                 |                                                                               |
| Лучший режиссёр                                            | • М. Найт Шьямалан — «Шестое чувство»                                         |                                                                               |
| Лучший актёр                                               |                                                                               | ★ Кевин Спейси — «Красота по-американски» (за роль Лестера Бёрнэма)           |
| Лучший актёр                                               | • Рассел Кроу — «Свой человек» (за роль Джеффри Уайгэнда)                     |                                                                               |
| Лучший актёр                                               | • Ричард Фарнсуорт — «Простая история» (за роль Элвина Стрэйта)               |                                                                               |
| Лучший актёр                                               | • Шон Пенн — «Сладкий и гадкий» (за роль Эммета Рэя)                          |                                                                               |
| Лучший актёр                                               | • Дензел Вашингтон — «Ураган» (за роль Рубина «Урагана» Картера)              |                                                                               |
| Лучшая актриса                                             |                                                                               | ★ Хилари Суонк — «Парни не плачут» (за роль Тины Брэндон / Брэндона Тины)     |
| Лучшая актриса                                             | • Аннетт Бенинг — «Красота по-американски» (за роль Кэролайн Бёрнэм)          |                                                                               |
| Лучшая актриса                                             | • Джанет Мактир — «Перекати-поле» (за роль Мэри Джо Уокер)                    |                                                                               |
| Лучшая актриса                                             | • Джулианна Мур — «Конец романа» (за роль Сары Майлз)                         |                                                                               |
| Лучшая актриса                                             | • Мерил Стрип — «Музыка сердца» (за роль Роберты Гуаспари)                    |                                                                               |
| Лучший актёр второго плана                                 |                                                                               | ★ Майкл Кейн — «Правила виноделов» (за роль доктора Уилбура Ларча)            |
| Лучший актёр второго плана                                 | • Том Круз — «Магнолия» (за роль Фрэнка Т. Дж. Мэки)                          |                                                                               |
| Лучший актёр второго плана                                 | • Майкл Кларк Дункан — «Зелёная миля» (за роль Джона Коффи)                   |                                                                               |
| Лучший актёр второго плана                                 | • Джуд Лоу — «Талантливый мистер Рипли» (за роль Дикки Гринлифа)              |                                                                               |
| Лучший актёр второго плана                                 | • Хэйли Джоэл Осмент — «Шестое чувство» (за роль Коула Сиэра)                 |                                                                               |
| Лучшая актриса второго плана                               |                                                                               | ★ Анджелина Джоли — «Прерванная жизнь» (за роль Лисы Роув)                    |
| Лучшая актриса второго плана                               | • Тони Коллетт — «Шестое чувство» (за роль Линн Сиэр)                         |                                                                               |
| Лучшая актриса второго плана                               | • Кэтрин Кинер — «Быть Джоном Малковичем» (за роль Максин Лунд)               |                                                                               |
| Лучшая актриса второго плана                               | • Саманта Мортон — «Сладкий и гадкий» (за роль Хэтти)                         |                                                                               |
| Лучшая актриса второго плана                               | • Хлоя Севиньи — «Парни не плачут» (за роль Ланы Тисдел)                      |                                                                               |
| Лучший сценарий, созданный непосредственно для экранизации |                                                                               | ★ Алан Болл — «Красота по-американски»                                        |
| Лучший сценарий, созданный непосредственно для экранизации | • Чарли Кауфман — «Быть Джоном Малковичем»                                    |                                                                               |
| Лучший сценарий, созданный непосредственно для экранизации | • Пол Томас Андерсон — «Магнолия»                                             |                                                                               |
| Лучший сценарий, созданный непосредственно для экранизации | • М. Найт Шьямалан — «Шестое чувство»                                         |                                                                               |
| Лучший сценарий, созданный непосредственно для экранизации | • Майк Ли — «Кутерьма»                                                        |                                                                               |
| Лучший адаптированный сценарий                             |                                                                               | ★ Джон Ирвинг — «Правила виноделов»                                           |
| Лучший адаптированный сценарий                             | • Александр Пэйн и Джим Тейлор — «Выскочка»                                   |                                                                               |
| Лучший адаптированный сценарий                             | • Фрэнк Дарабонт — «Зелёная миля»                                             |                                                                               |
| Лучший адаптированный сценарий                             | • Эрик Рот и Майкл Манн — «Свой человек»                                      |                                                                               |
| Лучший адаптированный сценарий                             | • Энтони Мингелла — «Талантливый мистер Рипли»                                |                                                                               |
| Лучший фильм на иностранном языке                          | ★ Всё о моей матери / Todo sobre mi madre (Испания) режиссёр Педро Альмодовар | ★ Всё о моей матери / Todo sobre mi madre (Испания) режиссёр Педро Альмодовар |
| Лучший фильм на иностранном языке                          | • Гималаи / हिमालय / Himalaya — l’enfance d’un chef (Непал) реж. Эрик Валли     |                                                                               |
| Лучший фильм на иностранном языке                          | • Восток-Запад / Est-Ouest (Франция) реж. Режис Варнье                        |                                                                               |
| Лучший фильм на иностранном языке                          | • Соломон и Гейнор / Solomon a Gaenor (Великобритания) реж. Пол Моррисон      |                                                                               |
| Лучший фильм на иностранном языке                          | • Под солнцем / Under solen (Швеция) реж. Колин Нютле                         |                                                                               |

### Другие категории
| Категории                                    | Лауреаты и номинанты |
| -------------------------------------------- | --- |
| Лучшая музыка: Оригинальный саундтрек        | ★ Джон Корильяно — «Красная скрипка»                                                                                                   |
| Лучшая музыка: Оригинальный саундтрек        | • Томас Ньюман — «Красота по-американски»                                                                                              |
| Лучшая музыка: Оригинальный саундтрек        | • Джон Уильямс — «Прах Анджелы» |
| Лучшая музыка: Оригинальный саундтрек        | • Рэйчел Портман — «Правила виноделов»                                                                                                 |
| Лучшая музыка: Оригинальный саундтрек        | • Габриэль Яред — «Талантливый мистер Рипли»                                                                                           |
| Лучшая песня к фильму                        | ★ You'll Be in My Heart — «Тарзан» — музыка и слова: Фил Коллинз                                                                       |
| Лучшая песня к фильму                        | • Blame Canada — «Южный парк: больше, длиннее и без купюр» — музыка и слова: Трей Паркер и Марк Шейман                                 |
| Лучшая песня к фильму                        | • Music of My Heart — «Музыка сердца» — музыка и слова: Дайан Уоррен                                                                   |
| Лучшая песня к фильму                        | • Save Me — «Магнолия» — музыка и слова: Эйми Мэнн                                                                                     |
| Лучшая песня к фильму                        | • When She Loved Me — «История игрушек 2» — музыка и слова: Рэнди Ньюман                                                               |
| Лучший монтаж                                | ★ Зак Стэнберг — «Матрица» |
| Лучший монтаж                                | • Тарик Анвар, Кристофер Гринбери — «Красота по-американски»                                                                           |
| Лучший монтаж                                | • Лиза Зено Чургин — «Правила виноделов»                                                                                               |
| Лучший монтаж                                | • Уильям Голденберг, Пол Рубелл, Дэвид Розенблюм — «Свой человек»                                                                      |
| Лучший монтаж                                | • Эндрю Мондшейн — «Шестое чувство» |
| Лучшая операторская работа                   | ★ Конрад Л. Холл — «Красота по-американски»                                                                                            |
| Лучшая операторская работа                   | • Роджер Пратт — «Конец романа» |
| Лучшая операторская работа                   | • Данте Спинотти — «Свой человек» |
| Лучшая операторская работа                   | • Эммануэль Любецки — «Сонная Лощина»                                                                                                  |
| Лучшая операторская работа                   | • Роберт Ричардсон — «Заснеженные кедры»                                                                                               |
| Лучшая работа художника                      | ★ Рик Хайнрикс (постановщик), Питер Янг (декоратор) — «Сонная Лощина»                                                                  |
| Лучшая работа художника                      | • Лучана Арриги (постановщик), Йен Уитэйкер (декоратор) — «Анна и король»                                                              |
| Лучшая работа художника                      | • Дэвид Гропмэн (постановщик), Бет А. Рубино (декоратор) — «Правила виноделов»                                                         |
| Лучшая работа художника                      | • Рой Уолкер (постановщик), Бруно Чезари (декоратор) — «Талантливый мистер Рипли»                                                      |
| Лучшая работа художника                      | • Ив Стюарт (постановщик и декоратор), Джон Буш (декоратор) — «Кутерьма»                                                               |
| Лучший дизайн костюмов                       | ★ Линди Хемминг — «Кутерьма» |
| Лучший дизайн костюмов                       | • Дженни Беван — «Анна и король» |
| Лучший дизайн костюмов                       | • Коллин Этвуд — «Сонная Лощина» |
| Лучший дизайн костюмов                       | • Энн Рот и Гэри Джонс — «Талантливый мистер Рипли»                                                                                    |
| Лучший дизайн костюмов                       | • Милена Канонеро — «Тит — правитель Рима»                                                                                             |
| Лучший звук                                  | ★ Джон Т. Рейтц, Грегг Рудлофф, Дэвид Э. Кэмпбелл, Дэвид Ли — «Матрица»                                                                |
| Лучший звук                                  | • Роберт Дж. Литт, Эллиот Тайсон, Майкл Хэрбик, Уилли Д. Бёртон — «Зелёная миля»                                                       |
| Лучший звук                                  | • Энди Нельсон, Даг Хемфилл, Ли Орлофф — «Свой человек»                                                                                |
| Лучший звук                                  | • Лесли Шатц, Крис Карпентер, Рик Клайн, Крис Манро — «Мумия»                                                                          |
| Лучший звук                                  | • Гэри Райдстром, Том Джонсон, Шон Мерфи, Джон Миджли — «Звёздные войны. Эпизод I: Скрытая угроза»                                     |
| Лучший монтаж звуковых эффектов              | ★ Дейн А. Дэвис — «Матрица» |
| Лучший монтаж звуковых эффектов              | • Рен Клайс, Ричард Химнс — «Бойцовский клуб»                                                                                          |
| Лучший монтаж звуковых эффектов              | • Бен Бёртт, Том Беллфорт — «Звёздные войны. Эпизод I: Скрытая угроза»                                                                 |
| Лучшие визуальные эффекты                    | ★ Джон Гаэта, Янек Сиррс, Стив Картли, Джон Тум — «Матрица»                                                                            |
| Лучшие визуальные эффекты                    | • Джон Нолл, Деннис Мьюрен, Скотт Сквайрс, Роб Коулмэн — «Звёздные войны. Эпизод I: Скрытая угроза»                                    |
| Лучшие визуальные эффекты                    | • Джон Дайкстра, Джером Чен, Генри Ф. Андерсон III, Эрик Аллард — «Стюарт Литтл»                                                       |
| Лучший грим                                  | ★ Кристин Бланделл, Трефор Проуд — «Кутерьма»                                                                                          |
| Лучший грим                                  | • Мишель Бёрк, Майк Смитсон — «Остин Пауэрс: Шпион, который меня соблазнил»                                                            |
| Лучший грим                                  | • Грег Кэнном — «Двухсотлетний человек»                                                                                                |
| Лучший грим                                  | • Рик Бейкер — «Пожизненно» |
| Лучший документальный полнометражный фильм   | ★ Однажды в сентябре / One Day in September (Артур Кон и Кевин Макдональд)                                                             |
| Лучший документальный полнометражный фильм   | • Клуб Буэна Виста / Buena Vista Social Club (Вим Вендерс и Ульрих Фельсберг)                                                          |
| Лучший документальный полнометражный фильм   | • Дженис Блюз / Genghis Blues (Роко Белик и Эдриан Белик)                                                                              |
| Лучший документальный полнометражный фильм   | • На канатах / On the Ropes (Нанетт Бурстейн и Бретт Морген)                                                                           |
| Лучший документальный полнометражный фильм   | • Говорящие струны / Speaking in Strings (Паола ди Флорио и Лилибет Фостер)                                                            |
| Лучший документальный короткометражный фильм | ★ Король Джимп / King Gimp (Сьюзэн Ханна Хэдари, Уильям А. Уайтфорд)                                                                   |
| Лучший документальный короткометражный фильм | • Очевидец / Eyewitness (Берт Ван Борк)                                                                                                |
| Лучший документальный короткометражный фильм | • Дичайшее шоу на Юге: Тюремное родео в Анголе / The Wildest Show in the South: The Angola Prison Rodeo (Семен Соффер и Джонатан Стэк) |
| Лучший игровой короткометражный фильм        | ★ Моей матери снятся Апостолы Сатаны в Нью-Йорке / My Mother Dreams the Satan's Disciples in New York (Барбара Шок и Тэмми Тихель)     |
| Лучший игровой короткометражный фильм        | • Тейс и Нико / Bror, min bror (Генрик Рубен Генц и Михаэль В. Хорстен)                                                                |
| Лучший игровой короткометражный фильм        | • Убийство Джо / Killing Joe (Мехди Норовзян и Стив Уэкс)                                                                              |
| Лучший игровой короткометражный фильм        | • Небольшие перемены / Kleingeld (Марк-Андреас Бошерт и Габриэль Линс)                                                                 |
| Лучший игровой короткометражный фильм        | • Большие и маленькие чудеса / Stora & små Mirakel (Маркус Олссон)                                                                     |
| Лучший анимационный короткометражный фильм   | ★ Старик и море (Александр Петров) |
| Лучший анимационный короткометражный фильм   | • Однообразие / Humdrum (Питер Пик) |
| Лучший анимационный короткометражный фильм   | • Моя бабушка гладила королевские рубашки / My Grandmother Ironed the King's Shirts (Торилл Коув)                                      |
| Лучший анимационный короткометражный фильм   | • Три девушки / 3 Misses (Пол Дриссен)                                                                                                 |
| Лучший анимационный короткометражный фильм   | • Когда весь день испорчен / When the Day Breaks (Венди Тилби и Аманда Форбис)                                                         |

### Специальные награды
| Награда                                                         | Лауреаты                                                          |
| --------------------------------------------------------------- | ----------------------------------------------------------------- |
| Премия за выдающиеся заслуги в кинематографе (Почётный «Оскар») | ★ Анджей Вайда — за пятьдесят лет выдающейся режиссёрской работы. |
| Награда имени Ирвинга Тальберга                                 | ★ Уоррен Битти                                                    |
| Награда имени Гордона Сойера                                    | ★ доктор Родерик Т. Райан                                         |

## Рекорды церемонии
- Хейли Джоэл Осмент, в возрасте 11 лет номинированный в категории «Лучший актёр второго плана» за исполнение роли Коула Сиэра в фильме «Шестое чувство», стал одним из самых молодых номинантов в истории Американской киноакадемии.
- Александр Петров стал первым российским режиссёром, удостоенным «Оскара» в категории «Лучший анимационный короткометражный фильм» (за мультфильм «Старик и море»).